# Sim Frey
Sim Frey (* Wangen bei Olten; † wahrscheinlich Zürich) war ein Schweizer Ingenieur, Konstrukteur und Erfinder.

## Leben und Werk
Sim Frey, Sohn eines SBB Lokomotivführers, wuchs in Wangen bei Olten auf. Auf Wunsch seines Vaters sollte er Pfarrer werden. Doch nach bestandener Matura entschloss sich der 18-jährige, seit frühester Kindheit an Technik interessierte Frey Reissaus zu nehmen. In der Folge fand er bei der Schweizerischen Centralbahn als Hilfsmonteur auf der Strecke Beckenried-Seelisberg Arbeit. Mit seinen Ersparnissen konnte er das angestrebte Studium am Technikum Burgdorf finanzieren und mit Diplomabschluss erfolgreich beenden.
Anschliessend war er als Gleichstromtechniker bei der Maschinenfabrik Oerlikon tätig und fand schliesslich in einer Metallwarenfabrik im Westfälischen eine weitere Anstellung. In dieser Zeit konstruierte Frey seine erste Erfindung, einen fahrbaren Staubsauger für Wohnungen. Wieder in Zürich gründete er mit einem Geschäftspartner eine Firma, die seine patentierten und von einer anderen Firma produzierten Gewindeschneidmaschinen vertrieb. Zudem erfand er u. a. eine Vorrichtung, die bei einem Hausbrand automatisch die Stromzufuhr unterbrach.
In Frankfurt am Main scheiterte sein Versuch, seine sanitäre Erfindung aus Messing umzusetzen, da der Staat das wertvolle Metall für die Rüstungsindustrie konfiszierte. 1915 erfand Frey bei der Firma Schütte-Lanz eine Vorrichtung zum Abwurf von Bomben aus Militärluftschiffen. Kurze Zeit später beaufsichtigte er für die Deutschen Flugzeug-Werke den Bau von Kampfflugzeugen. In der Folge konstruierte Frey Spritzguss-Automaten, Kompressoren, Pumpen und Zahnräder. Eine seiner wichtigsten Erfindung war eine Kolbensteuerung für Drehkolbenpumpen.
1932 erfand Frey einen Reissverschluss mit U-förmig gebogenen Gliedern, die er patentieren liess. Da er für diese Erfindung in der Schweiz keinen Hersteller fand, verkaufte er sein Patent für 250 000 Dollar an die Amerikaner. Mit dem Geld erwarb er sich die Liegenschaft an der Keithstrasse 14 in Berlin. In Folge der Weltwirtschaftskrise und der nachfolgenden Deutschen Bankenkrise musste Frey die Liegenschaft mit grossem Verlust für umgerechnet 2 400 Schweizer Franken verkaufen.
1934 wurde Frey in Folge einer politisch motivierten Denunziation enteignet und des Landes verwiesen. Frey kehrte mittellos nach Zürich zurück und war finanziell auf die Unterstützung des Arbeitsamts angewiesen. So konnte er eine verbesserte Reissverschluss-Konstruktion, eine vollautomatische Anzeige für Tramhaltestellen, ein Handwaschmittel in Pulverform und weitere Erfindungen verwirklichen.
Als begnadeter Konstrukteur und Erfinder bekam Frey für 51 seiner Erfindungen 200 Patente.